# Lilo & Stitch (2025)
Lilo & Stitch ist eine US-amerikanische Science-Fiction-Filmkomödie von Dean Fleischer Camp aus dem Jahr 2025, der von Walt Disney Pictures produziert wurde. Hierbei handelt es sich um ein Realfilm-Remake des gleichnamigen Animationsfilms aus dem Jahr 2002. In den Hauptrollen sind Maia Kealoha als Lilo Pelekai und Chris Sanders, der seine Rolle als Stitch wieder aufnimmt. Weitere Rollen haben Sydney Agudong, Billy Magnussen, Hannah Waddingham, Courtney B. Vance, Zach Galifianakis und die Originalbesetzungsmitglieder Tia Carrere, Amy Hill und Jason Scott Lee.
In den US-amerikanischen Kinos lief er am 23. Mai 2025 an, in Deutschland und Österreich bereits am Vortag.

## Handlung
Die sechsjährige Lilo Pelekai lebt bei ihrer älteren Schwester Nani, nachdem die Eltern auf tragische Weise ums Leben gekommen sind. Nani kämpft dafür, dass ihre Schwester bei ihr auf Hawaii leben darf, aber das Jugendamt beobachtet ihre Situation kritisch und droht, die Schwestern zu trennen.
Lilo fühlt sich einsam und hat Schwierigkeiten, Freundschaften zu schließen. Eines Tages adoptiert sie aus dem Tierheim ein blaues Wesen, das sie Stitch nennt. Dieses stiftet zunächst nur viel Chaos, aber mit der Zeit lernt Stitch, was es heißt, eine Familie zu haben. Lilo ahnt nicht, dass Stitch in Wahrheit ein genetisch erschaffenes Alien ist, das von seinem Schöpfer Dr. Jumba Jookiba und dessen Begleiter Pleakley gesucht wird. Als eine Bedrohung in Form einer intergalaktischen Föderation auftaucht, muss sich Stitch entscheiden: fliehen oder für seine neue Familie kämpfen.

## Produktion

### Entstehungsgeschichte
Am 3. Oktober 2018 wurde von Disney ein Realfilm-Remake zu Lilo & Stitch angekündigt. Als Produzenten wurden Dan Lin und Jonathan Eirich engagiert, während das Drehbuch von Mike Van Waes stammen sollte. Als Regisseur wurde Dean Fleischer Camp verpflichtet. Das Budget für den Film lag bei 100 Millionen.

### Besetzung
Die Hauptrolle der Lilo Pelekai wurde im März 2023 mit der Newcomerin Maia Kealoha besetzt, die mit dem Film ihre Schauspieldebüt gibt. Die Rolle der Schwester von Lilo, Nani, ging an Sydney Agudong. Kahiau Machado wurde als David Kawena gecastet. Chris Sanders, der Stitch im Original sprach, kehrte für die Live-Action-Version in seine Rolle zurück. Tia Carrere, Amy Hill und Jason Scott Lee, die bereits in dem Animationsfilm dabei waren, wurden ebenfalls verpflichtet. Die Darsteller übernahmen jedoch teilweise andere Rolle als im Originalfilm. Billy Magnussen und Zach Galifianakis übernahmen die Sprechrollen der außerirdischen Agenten Jumba und Pleakley, die auch von den beiden Darstellern in menschlicher Gestalt verkörpert werden.
Die Besetzung von Agudong und Machado sorgte kurz nach ihrer Bekanntgabe für Kontroversen in den sozialen Medien. Disney und die Casting-Crew des Films wurden des Whitewashing beschuldigt, da die beiden Schauspieler eine hellere Hautfarbe haben als ihre Zeichentrickfiguren im Original. Nachdem bekannt wurde, dass Machado rassistische Beleidigung via Spotify und Instagram verbreitet hat, besetzte Disney ihn mit Kaipo Dudoit neu. Machado entschuldigte sich später für seine Beleidigungen.

### Dreharbeiten
Die Dreharbeiten hatten im April 2023 in Hawaii begonnen, mussten jedoch Mitte Juli 2023 im Zuge des Streiks der Schauspieler-Gewerkschaft SAG-AFTRA unterbrochen werden. Die Arbeiten wurden im Februar 2024 bis Ende März 2024 nachgeholt.
Das Pelekai-Haus wurde auf der Kualoa Ranch provisorisch aufgebaut. Das Kahala Hotel & Resort in Oʻahu diente als Kulisse für das fiktive Hoomaluhia Resort and Spa. Der Drehort Hawaii wurde gewählt, um die Atmosphäre des Originals beizubehalten.

## Synchronisation
Die deutschsprachige Synchronfassung entstand bei der Interopa Film in Berlin. Das Dialogbuch schrieb Nana Spier, die auch Dialogregie führte.
| Rolle                   | Darsteller               | Synchronsprecher      |
| ----------------------- | ------------------------ | --------------------- |
| Lilo Pelekai            | Maia Kealoha             | Lani Kalea Maurischat |
| Stitch / Experiment 626 | Chris Sanders            | James Gardiner        |
| Nani Pelekai            | Sydney Elizebeth Agudong | Özge Kayalar          |
| David Kawena            | Kaipo Dudoit             | Jonas Lauenstein      |
| Agent Pliiklii          | Billy Magnussen          | Manuel Straube        |
| Dr. Jamba Jookiba       | Zach Galifianakis        | Michael Iwannek       |
| Cobra Bobo              | Courtney B. Vance        | Tilo Schmitz          |
| Mrs. Kekoa              | Tia Carrere              | Susanne von Medvey    |

## Rezeption
Der Film wurde von Kritikern gemischt aufgenommen. Während die CGI-Umsetzung von Stitch gelobt wurde, sorgte eine Änderung des Endes für Kontroversen unter Fans.
Die weltweiten Einnahmen aus Kinovorführungen belaufen sich auf 858,59 Millionen US-Dollar, von denen Lilo & Stich allein im nordamerikanischen Raum 366,59 Millionen erwirtschaften konnte. In Deutschland sahen 2.066.973 Besucher (Stand: 8. Juni 2025) den Film, durch die er 20,8 Millionen Euro erwirtschaften konnte und sich auf Platz 2 der Jahres-Charts 2025 befindet.